# Tortorella
Tortorella é uma comuna italiana da região da Campania, província de Salerno, com cerca de 600 habitantes. Estende-se por uma área de 49 km², tendo uma densidade populacional de 12 hab/km². Faz fronteira com Casaletto Spartano, Morigerati, Rivello (PZ), Santa Marina, Sapri, Torraca, Vibonati.

## Demografia
| Variação demográfica do município entre 1861 e 2011                               |
|                                                                                   |
| Fonte: Istituto Nazionale di Statistica (ISTAT) - Elaboração gráfica da Wikipedia |